# Koko (roman)
Pour les articles homonymes, voir Koko.
Koko (titre original : Koko) est un roman de Peter Straub publié en 1988.

## Résumé
Quatre vétérans de la guerre du Vietnam se retrouvent pour discuter d'une série de meurtres rituels qui font l'objet d'un article dans la revue Stars and stripes.
En effet, ces crimes perpétrés en Asie du sud-est sont signés d'une carte à jouer gribouillés du mot Koko. Il évoque l'horreur d'un massacre qu'aucun d'entre eux n'a pu oublier.